# نادي أجان
نادي أجان هو نادي كرة قدم فرنسي تأسس في عام 1922. يقع مقرهم في مدينة أجان وملعبهم الأصلي هو بارك مونيسيبال دي سبورت.

## وصلات خارجية
- الموقع الرسمي
 باللغة الفرنسية